# NGC 5970
NGC 5970 is een balkspiraalstelsel in het sterrenbeeld Slang. Het hemelobject werd op 15 maart 1784 ontdekt door de Duits-Britse astronoom William Herschel.

## Synoniemen
- UGC 9943
- MCG 2-40-6
- ZWG 78.34
- IRAS 15361+1220
- PGC 55665